# داسو سيستمس
شركة داسو سيستمس (بالفرنسية: Dassault Systèmes)‏ هي شركة برمجيات فرنسيّة تعمل على إنتاج الحلول التقنية للتصميم باستخدام الحاسب، أُسِّست عام 1981.

## التاريخ
داسو سيستمس هي شركة تابعة لشركة مجموعة داسو، تأسست في عام 1981 من قبل داسو للطيران لتطوير أجيال جديدة من برمجيات التصميم بمساعدة الحاسوب كاتيا.
وقد توسعت منذ ذلك الحين داسو سيستمس في جميع أنحاء العالم، من الولايات المتحدة إلى اليابان، إلى الهند فالصين. القطاع الرئيسي للشركة اليوم هو برمجيات إدارة لدورة حياة المنتجات : إدارة دورة حياة المنتج (Product Lifecycle Management-PLM) والتصميم الثلاثيّ الأبعاد 3D.
المقر الرئيسي للشركة منذ عام 2008 يقع في فيليزي فيلاكوبلاي بضواحي باريس.
يتم سرد داسو في سوق يورونكست باريس، وتعود ملكية 43.13 ٪ من الشركة من حصة مجموعة داسو (2010).

## أَهمّ المنتجات
- كاتيا
- سوليد ووركس
- إِنوفيا (ENOVIA)
- سيموليا (SIMULIA)
- ديلميا (DELMIA)
- 3DVIA
- إكساليد (exalead)
- DraftSight
- Delmia

## وصلات خارجية
- الموقع الرسمى لشركة داسو سيستمس